# Венгожино (гміна)
Гміна Венгожино (пол. Gmina Węgorzyno) — місько-сільська гміна у північно-західній Польщі. Належить до Лобезького повіту Західнопоморського воєводства.
Станом на 31 грудня 2011 у гміні проживало 7272 особи.

## Територія
Згідно з даними за 2007 рік площа гміни становила 256.19 км², у тому числі:
- орні землі: 61.00%
- ліси: 24.00%

Таким чином, площа гміни становить 24.04% площі повіту.

## Населення
Станом на 31 грудня 2011:
| Опис     | Загалом | Загалом | Чоловіки | Чоловіки | Жінки | Жінки |
| -------- | ------- | ------- | -------- | -------- | ----- | ----- |
| одиниця  | осіб    | %       | осіб     | %        | осіб  | %     |
| все      | 7272    | 100     | 3686     | 50.69    | 3586  | 49.31 |
| міське   | 2925    | 100     | 1449     | 49.54    | 1476  | 50.46 |
| сільське | 4347    | 100     | 2237     | 51.46    | 2110  | 48.54 |

## Сусідні гміни
Гміна Венгожино межує з такими гмінами: Добра, Дравсько-Поморське, Інсько, Лобез, Радово-Мале, Хоцивель.